# 678 г. пр.н.е.

## Събития

### В Азия

#### В Асирия
- Цар на Асирия е Асархадон (681/0 – 669 г. пр.н.е.).[1]
- Халдеецът Шамаш-Ибни (Shamash-ibni) от племето Бит-Дакури (Bet-Dakkuri) завзема земеделската земя около Вавилон. Изпратената асирийска експедиция успява да го хване неподготвен като той и помагачите му са екзекутирани.[2]

#### В Елам
- Цар на Елам е Хума-Халдаш II (681 – 675 г. пр.н.е.).[3]

### В Африка

#### В Египет
- Фараон на Египет е Тахарка (690 – 664 г. пр.н.е.).[4]
- Тахарка вероятно развива по-активна политическа дейност в Леванта, възползвайки се от прикованото към Вавилония внимание на асирийския цар Асархадон.[5]